# Grupo Treo
TREO (o Grupo Treo) fue una agrupación colombiana en de pop latino. Estuvo conformado inicialmente por Rey Mercier (Rey), Danny Daniel Diaz (Danny), Jesús Antonio Rondón (Chucho), teniendo una renovación de integrantes en dos ocasiones: 2015 (Leo, Nesty y Monty) y 2018 (Nervin, José David y Luis Orlan).
Danny, Rey y Chucho, lograron posicionarse en carteleras nacionales e internacionales con éxitos como «Pegado a tu boca», «Pégate», «Sin miedo», «Muñeca», «Te Gusta», entre otros, gozando de gran popularidad a inicios de la década del 2010. Recibieron distintas nominaciones a premios de música como los Grammy Latinos, Billboard, Lo Nuestro, entre otros.

## Trayectoria

### 2008: Inicios
El grupo se formó en 2008 en Medellín por el productor David Tome con los intérpretes Rey Mercier, Danny Daniel, Jesús Antonio Rondón Treo se dio a conocer con su tema "Cuando te veo" el cual llegó al primer lugar del Record Report en Colombia , luego de este éxito, lanza al mercado su segundo sencillo "Muñeca", el cual se convierte en otro éxito radial en el país, dicho tema los llevó en 2009 a participar en los Premios Juventud VIP Tour y Dos Show Latin GRAMMY® Street Parties (NY & Miami). "A Llorar a Otra Parte" otra canción estriada de su álbum debut, llegó a principios del 2010 al Top 10 de la Cartelera Tropical de Billboard.

### 2010:Pégatey reconocimiento internacional
Con su segundo álbum de estudio Pegate lanzan el primer sencillo de esta producción la cual lleva el mismo nombre del disco, logró ubicarse número 1 por más de cinco semanas consecutivas en la radio de México y escaló al Top 10 en la cartelera Tropical de Billboard en los Estados Unidos. Este proyecto recibiría una nominación en los premios Grammy Latinos de 2012 como Mejor álbum fusión tropical. Así mismo, recibieron La Estatuilla de Diamante del XXIX Festival de la Orquídea, transmitido anualmente por Las Estrellas. Con su tema promocional "Mi Amor" siendo nominados en distintos premios de la música latina en USA como Premios Lo Nuestro, Premios Juventud, Premios Billboard (compartiendo nominación junto a Chino & Nacho), Premios Texas y Premios Pepsi Music.

### 2013:Te gustay disolución del grupo original: Los3
En 2013, llegó el álbum Te gusta, que fue promocionado con un sencillo homónimo en colaboración en Elijah King.  Se posicionaron en el top 5 de la cartelera Billboard Tropical Airplay con su tema promocional «Pegado a Tu Boca», siendo #1 de la cartelera Billboard Chart Tropical.
En 2015, los integrantes del Grupo Treo anuncian un giro al grupo, donde la franquicia Treo tendría nuevos integrantes, y Danny, Rey y Chucho, conformarían un nuevo grupo llamado "Los3", lanzando sencillos que recibieron buena aceptación en Colombia.

### 2015: El año de la fusión latinoamericana
Por su parte, TREO comienza el 2015 con nuevos integrantes para su agrupación. Con un nuevo concepto musical en puertas, TREO reúne tres talentosos jóvenes, Leo, Nesty y Monti, quienes celebran con el público esta nueva aventura musical con la fusión de tres nacionalidades como la colombiana, cubana y puertorriqueña. El primer sencillo fue una versión tropical de la canción de Leo Dan, «Te he prometido», que contó con vídeo oficial. Con su disco Genera, lograron una nueva nominación a Mejor Álbum de Fusión Tropical en el Latin Grammy en el 2016. Otro tema lanzado fue «Se durmió».

### 2018: Treo: La nueva generación
En 2018, se realizó un reality en Las Estrellas llamado Treo la nueva generación, en búsqueda de sus nuevos integrantes, resultando ganadores Nervin, Luis Orlan y José David, los cuales pasan a formar la nueva imagen de la agrupación. El debut musical se daría en el Miss México 2018. A sólo dos meses del lanzamiento de su primer sencillo titulado «Quédate conmigo», lograron la primera posición en Monitor Latino, conjuntamente en el Top General y Top Urbano, con este tema que fue taambién el ‘Hot Song’ de la semana. Además, «Quédate Conmigo» estuvo 4 veces como #1 en la cartelera multimedia del Record Report como el video más visto por el público. Al año siguiente, llegaría «De ti me enamoré», en unas sesiones en vivo donde también interpretaban los éxitos de las anteriores alineaciones del grupo.
Posteriormente, se disolvería de nuevo la agrupación, y cada nuevo integrante lanzaría su carrera como solista: Nervin, José David, y Luis Orland como Farex.
En 2023, el exintegrante del grupo Treo, Chucho (estilizado ahora como Xuxo), expresó para una entrevista en la Revista Ronda que en los Premios Billboard el público apoyó su nominación más que al dúo Chino & Nacho, quienes terminaron ganando esta categoría.

## Discografía

### Álbumes de estudio
- Tres Orígenes (2009)
- Pégate (2011)
- Te gusta (2013)
- Genera (2016)

### Sencillos
- «Cuando te veo»
- «No Puedo»
- «Muñeca»
- «Mi Fea»
- «Dame Tu Perdón»
- «A Llorar a Otra Parte»
- «Pégate»
- «Boom»
- «Sin Miedo»
- «Mi Amor»
- «Enamórate»
- «Te Gusta» (featuring Elihaj King)
- «Pegado a tu boca»
- «Nadie nos va a parar»
- «Te He Prometido»
- «Quédate conmigo»

## Premios y nominaciones

### Premios Grammy Latinos
- 2012: Mejor Álbum de Fusión Tropical por Pégate (nominados)[29]
- 2016: Mejor Álbum de Fusión Tropical por Genera (nominados)

### Otros
- Nominado Premio Lo Nuestro 2013[30]
- Nominado Premios Billboard 2013
- Nominados Premios Juventud